# Войдоматіс
Войдоматіс (грец. Βοϊδομάτης), осучаснена назва Вікос — річка в Греції, притока Аооса. Протікає в Епірі, номі Яніна. Визнана однією з найчистіших річок Європи.
Войдоматіс бере свій початок на схилах Тімфі. Результатом геологічної роботи річки є каньйон Вікос. Довжина річки сягає 15 км. На території Албанії вона впадає в Адріатичне море.
Войдоматіс та його каньйон входить до складу національного парку Греції Вікос-Аоос.